# Nhuyễn xương
Nhuyễn xương (Osteomalacia) là một bệnh đặc trưng bởi sự mềm xương do suy giảm chuyển hóa xương chủ yếu do không đủ lượng phosphat, calci và vitamin D sẵn có hoặc do quá trình hấp thu calci. Sự suy giảm chuyển hóa xương gây ra tình trạng khoáng hóa xương không đầy đủ. Bệnh nhuyễn xương ở trẻ em được gọi là bệnh còi xương.
Ban đầu, khi bị bệnh nhuyễn xương, người bệnh khó có thể nhận ra các triệu chứng mình gặp phải, chỉ thông qua chụp X-quang hoặc các xét nghiệm chẩn đoán mới thấy được các dấu hiệu rõ nét.
Tuy nhiên, khi chứng nhuyễn xương nặng lên, một loạt các dấu hiệu khó chịu bắt đầu tấn công dồn dập người bệnh. Người bệnh bắt đầu bị đau xương (lâu dần xương sẽ dễ gãy), đau các bó cơ (suy nhược cơ), yếu sức, sẽ càng đau thêm vào ban đêm hoặc chịu trọng tải lớn trên người. Những cơn đau âm ỉ sẽ tập trung ở lưng dưới, xương chậu, xương sườn, hông và chân. Thậm chí, nếu lượng calci trong máu thấp, người bệnh có thể mắc các triệu chứng: Tê buốt cánh tay, cẳng chân, quanh miệng; co giật hai tay và chân; loạn nhịp tim.
Nguyên nhân phổ biến nhất của chứng nhuyễn xương là do thiếu hụt vitamin D, thường xuất phát từ việc tiếp xúc với ánh nắng mặt trời và ở mức độ thấp hơn là do chế độ ăn uống.  Xét nghiệm sàng lọc cụ thể nhất cho sự thiếu hụt vitamin D ở những người khỏe mạnh khác là mức 25(OH)D. huyết thanh. Nguyên nhân ít phổ biến hơn của chứng nhuyễn xương có thể bao gồm sự thiếu hụt vitamin D hoặc phosphat do di truyền (thường được xác định khi còn nhỏ) hoặc bệnh ác tính.
Bổ sung vitamin D và calci là những biện pháp có thể được sử dụng để ngăn ngừa và điều trị chứng nhuyễn xương. Vitamin D nên luôn được sử dụng cùng với việc bổ sung calci (vì cặp đôi này hoạt động cùng nhau trong cơ thể) vì hầu hết các hậu quả của việc thiếu hụt vitamin D là do suy giảm cân bằng nội môi ion khoáng. 